# 朱憫謙
朱憫謙是一位香港心理學家，專注於聾人心理健康及權益維護。她採用手語的方式，致力幫助聾人群體，引起社會對其心理健康問題的重視。朱憫謙的貢獻獲得認可，成為「香港人道新力量2023」的得獎者。

## 生平
朱憫謙在大學畢業後成為一名手語翻譯員。2019年，他和夥伴共同組建一個名為「聾人學堂」的組織。該組織旨在通過課堂和工作坊的形式，向聾人分享各種資訊，提升他們自我倡導和解決生活問題的能力，減少聾人在以聽力為主導的社會中感到的不安。
她認為，聾人和健聽人一樣，都希望得到關懷和尊重。但由於大多數人對聾人和手語的認識不足，社會設計和制度未能切實滿足聾人的需求。這使得聾人在尋求支援時往往難以表達自己的需求。
由於市民大眾較少接觸聾人，容易忽視他們的需要，所以她希望能夠通過「聾人學堂」的行動，來更好地維護聾人的權益。她認為，增進普通大眾對聾人群體的了解和關注，是實現聾人平等和融入社會的重要一步。

## 提供專業意見
在2021年5月，聾人機構「龍耳」召開一場記者會，向公眾揭露一起聾人因抑鬱而墮樓的事件，希望能夠協助該名聾人的家屬通過法律訴訟來討回公道。「龍耳」創辦人邵日贊和朱憫謙共同駁斥法律援助署專家的意見。
朱憫謙認為，當情緒病聾人出院時，醫院方面有責任對病人進行全面的風險評估，並安排一名具備精神健康方面傳譯訓練的手語傳譯員來協助溝通，而不應該只依靠醫生一個人就決定允許病人出院。
她還質疑，這位患者的學歷只有小四程度，單靠紙筆溝通是否足以讓他理解像「自殺念頭」、「情緒低落」這樣的字眼。他們還質疑醫院不主動安排手語傳譯來協助溝通。

## 建立學習平台
根據朱憫謙的說法，聾人長期以來一直面臨不公平的對待和歧視，同時也被社會所忽視和剝削。她認為，健聽人有時將一些想法強加於聾人身上，但這反而無法有效地幫助聾人。因此，她希望手語傳譯能更加普及，為聾人提供更好的支援。
她表示，科技能夠在一定程度上為聾人提供支援，例如視頻、語音轉文字軟件和圖像等。這些方法可以增強健聽人和聾人之間的溝通，從而發揮聾人的個人能力，讓他們在不同領域發揮所長並表達自己的想法，並使大眾有更多機會了解聾人群體，建立互相尊重的環境。
她組織「聾人學堂」，旨在讓聾人在各個領域學習新知識，從而發掘自己的長處。「聾人學堂」會舉辦各種工作坊和線上線下講座，並提供足夠的手語傳譯支援，讓聾人能夠完整地感受所學習的知識，繼而在這些領域進一步發展，發揮所長，建立自信和社交生活。

## 外部連結
- 香港人道新力量2023 得獎者 朱憫謙女士